# Le Mystère des profondeurs
Le Mystère des profondeurs, huitième volume des Aventures Extraordinaires d'Adèle Blanc-Sec, est une bande dessinée en couleurs de Jacques Tardi parue chez Casterman en 1998 et prépubliée en feuilleton quotidien dans Libération du 3 au 27 août.

## Résumé
A Paris, en 1922, près de la gare de Lyon, un règlement de comptes entre malfrats et policiers provoque quelques remous auxquels se trouve bientôt mêlée Adèle Blanc-Sec, ses ennemis de toujours ainsi que bon nombre de ceux qu'elle a pu croiser lors de la décennie précédente. Des tours du palais de justice aux Invalides en passant par le Cimetière du Père-Lachaise et son accès aux profondeurs insoupçonnées de la capitale, le ballet qui se met dès lors en place est étrangement rythmé par l'apparition de limules issus d'un autre âge.

## Personnages
- Chalazion
- Honoré Fiasco dit « Fia »
- Georgette Chevillard
- Punais
- le professeur Dieuleveult
- Adèle Blanc-Sec
- Lucien Brindavoine
- Roy
- le commissaire Laumanne (dit « le tortionnaire »)
- l'inspecteur Stigmates (dit « à côté de ses pompes »)
- Simon Flageolet
- Mireille Pain-Sec/le modèle de l'Académie de Dessin
- le docteur Émile Mule

## Commentaires
Tardi reste fidèle, avec Le Mystère des profondeurs, au roman-feuilleton et aux ressorts parodiques que lui offre ce genre. Il a toutefois choisi de changer quelque peu d'époque et, après le Paris des années 1910, il s'intéresse désormais à celui des années 1920, (ou années folles).
On peut également noter une référence implicite au célèbre film Les Vampires de Louis Feuillade : la tenue noire et moulante portée par Georgette Chevillard à chaque fois qu'elle tente de tuer l'héroïne est une évidente allusion à Irma Vep.
La dernière page de cet album pose à nouveau les questions annonçant le volume suivant : Le Labyrinthe infernal.